# FC 디나모 시티
FK 디나모 티라나는 알바니아의 축구 클럽으로 1950년에 수도인 티라나를 연고로 창단되었다. 디나모 티라나의 주요 라이벌 클럽은 같은 티라나에 위치한 SK 티라나이다.
클럽은 1995년에 KS 올림픽 티라나(KS Olimpik Tirana)로 명칭을 바꾸었다가 1997년에 원래의 이름으로 다시 바꾸었다.
디나모 티라나는 알바니아 수페르리가를 17회 우승하였고 알바니아 컵 13회 우승을 기록하고 있다. 또한 유럽 대회에서는 UEFA 챔피언스리그 5회 출전, UEFA 컵 위너스컵 3회 출전, UEFA컵 6회 출전, UEFA 인터토토컵 1회 출전하였다.

## 역대 성적
- 알바니아 수페르리가

우승 (17): 1950, 1951, 1952, 1953, 1955, 1956, 1960, 1966-67, 1972-73, 1974-75, 1975-76, 1976-77, 1979-80, 1985-86, 1989-90, 2001-02, 2007-08
- 알바니아 컵

우승 (13): 1950, 1951, 1952, 1953, 1954, 1960, 1971, 1974, 1978, 1982, 1989, 1990, 2003
- 알바니아 슈퍼컵

우승 (2): 1989, 2008

## 선수 명단

### 현역
참고: FIFA 자격 규정에 따라 소속된 국가대표팀 국기를 표시합니다. 선수는 복수의 FIFA 비회원국 국적을 가지고 있을 수 있습니다.
| 번호 | 포지션 | 국적       | 이름            |
| ---- | ------ | ---------- | --------------- |
| 7    | FW     | 코소보     | 배턴 자베르자   |
| 8    | MF     | 세네갈     | 바카리 구디아비 |
| 9    | FW     | 나이지리아 | 피터 이토도     |
| 14   | DF     | 코소보     | 베킴 말리키     |
| 17   | MF     | 감비아     | 카람바 가사마   |

| 번호 | 포지션 | 국적 | 이름 |
| ---- | ------ | ---- | ---- |

## 역대 감독
| 감독                | 임기        |
| ------------------- | ----------- |
| 아우렐 치클레아누   | 2002 ~ 2003 |
| 즐라트코 달리치     | 2008 ~ 2009 |
| 프란체스코 모리에로 | 2020 ~ 2021 |